# Carlos Walker Martínez Football Club
El Carlos Walker Martínez Football Club fue un club chileno de fútbol, con sede en la ciudad de Santiago, fundado como un club de obreros el 14 de abril de 1907. Tras ganar el campeonato de la División de Honor de la Asociación de Football de Santiago en 1933 ascendió a la máxima categoría profesional chilena para la temporada 1934, año en donde se ubicó en octavo puesto de la tabla final de posiciones, descendiendo así a la Serie B Profesional.

## Historia

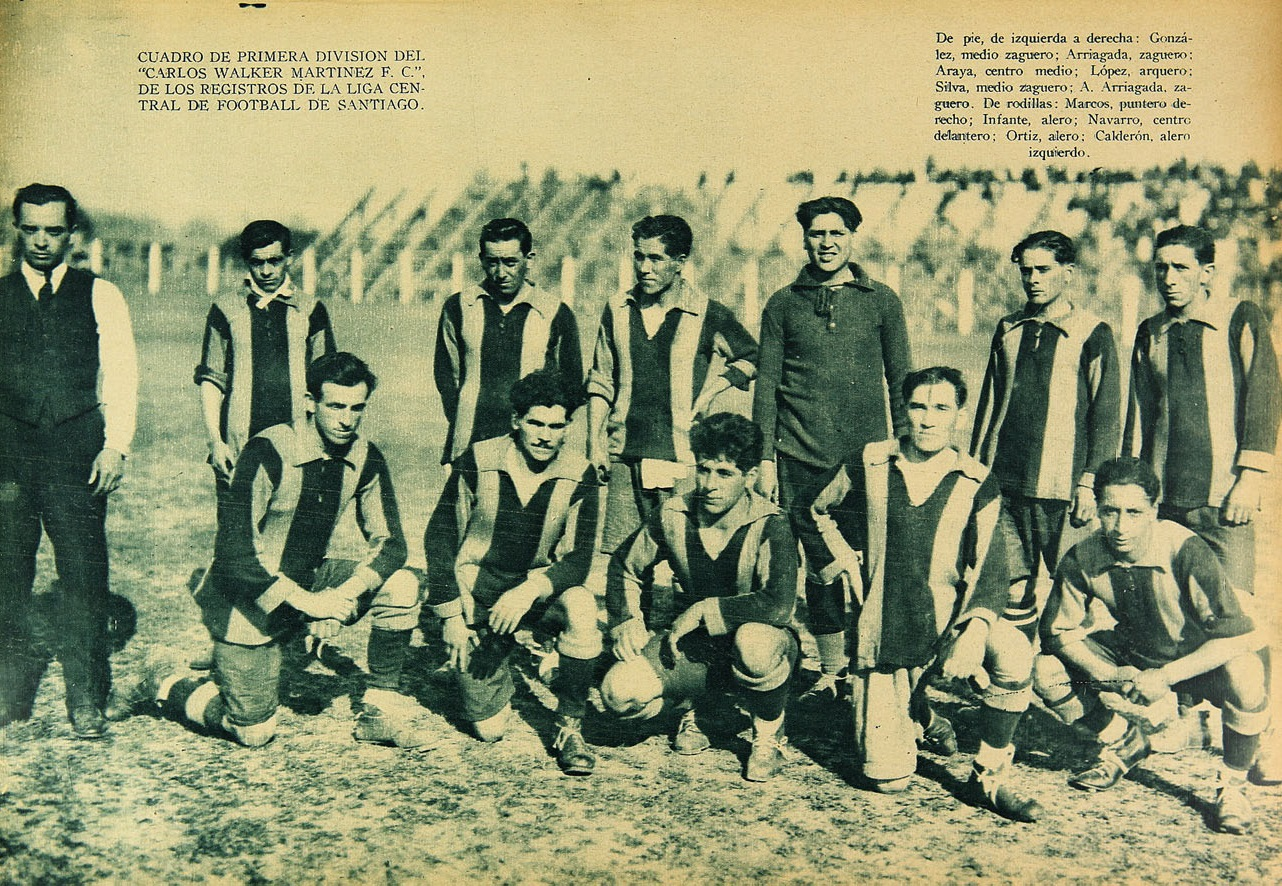
Formación de Carlos Walker Martínez en 1927.

Fundado el 14 de abril de 1907 como un club de obreros, su nombre se debe al político, escritor y abogado homónimo. El club disputó su primer partido el primer domingo de mayo de ese año —el 5 de mayo— contra Santiago, al que derrotó por 3-0.
En su primer año de vida, Carlos Walker disputó la Copa Dawson de la Asociación de Football de Santiago, para luego formular una petición de retiro en dicha temporada. En 1908, volvió a participar en la Asociación de Football de Santiago, en la Primera Serie de la Copa Junior, mientras que, bajo el nombre de «Sporting», jugó en la Primera Serie de la Segunda División de la Asociación Nacional de Football, en la que ganó sus medallas, después de 16 partidos, de los cuales ninguno perdió. Ese mismo año, su team «Victoria» ganó las medallas de la Asociación Obrera de Football.
Hacia 1909, Carlos Walker contaba con tres teams o equipos, denominados «Unión», «Victoria» y «La Paz». Se tiene registro que en ese año, el equipo «Unión» participó en la Primera División de la Asociación Nacional de Football, mientras que el «Victoria» lo hizo en la Tercera División. Al año siguiente, el club jugó la Copa Unión de la Asociación de Football de Santiago.
Desde 1911, el club participó durante más de 10 años en los campeonatos de la Liga Santiago de Football, una de las asociaciones más importantes del fútbol de la capital, en conjunto con la Asociación de Football de Santiago y la Liga Metropolitana de Deportes, antes de la creación de la Liga Central de Football. Conquistó los títulos de la Liga Santiago en 1917 y 1919, mientras que en 1925 se inclinó en la final por el campeonato por 1-3 ante Germinar.
Llegó a integrar la Liga Central de Football en 1927, y desde 1930 compitió en la Asociación Yungay. Volvió a la Asociación Santiago, donde conquistó el título de 1933, lo que hizo que el club participara en la segunda edición de la máxima categoría profesional del fútbol chileno. El 17 de junio de 1934 debutó en la competencia oficial de Primera División, con un triunfo por 2-1 ante Ferroviarios en el Estadio de Carabineros.
Volvió a la Asociación Santiago, en donde estuvo hasta su desaparición en 1983.

## Datos del club
- Temporadas en Primera: 1 (1934)
- Peor puesto en Primera: 8º (1934)

## Palmarés

### Torneos nacionales
- Subcampeón de la Serie B Profesional (1): 1935

### Torneos locales
- Liga Santiago de Football (2): 1917 y 1919.[2]
- División de Honor de la Asociación de Football de Santiago (1): 1933[3]
- Primera División de la Liga Central de Football (1): Serie G 1927.[nota 1]
- Segunda División de la Asociación Nacional de Football (1): Serie A 1908.[9]